# Sobór św. Andrzeja w Kronsztadzie
Sobór św. Andrzeja – prawosławny sobór w Kronsztadzie, istniejący w latach 1817–1932.
Położenie kamienia węgielnego pod budowę soboru miało miejsce 20 czerwca 1805. Ceremonię przeprowadził w obecności cara Aleksandra I metropolita petersburski i ładoski Ambroży. Autorem projektu budynku był A. Zacharow. Prace budowlane trwały do 1817. 26 sierpnia tego roku biskup rewelski Filaret poświęcił gotowy obiekt.
W latach 1853–1855 do głównej – dotąd jedynej – nawy soboru dobudowano od strony północnej i południowej ołtarze Świętych Piotra i Pawła oraz Opieki Matki Bożej. Poświęcenie przebudowanej cerkwi miało miejsce 19 marca 1855. W latach 1876–1877 obiekt został ponownie rozbudowany. W 1899 w sąsiedztwie cerkwi wzniesiono kaplicę Tichwińskiej Ikony Matki Bożej.

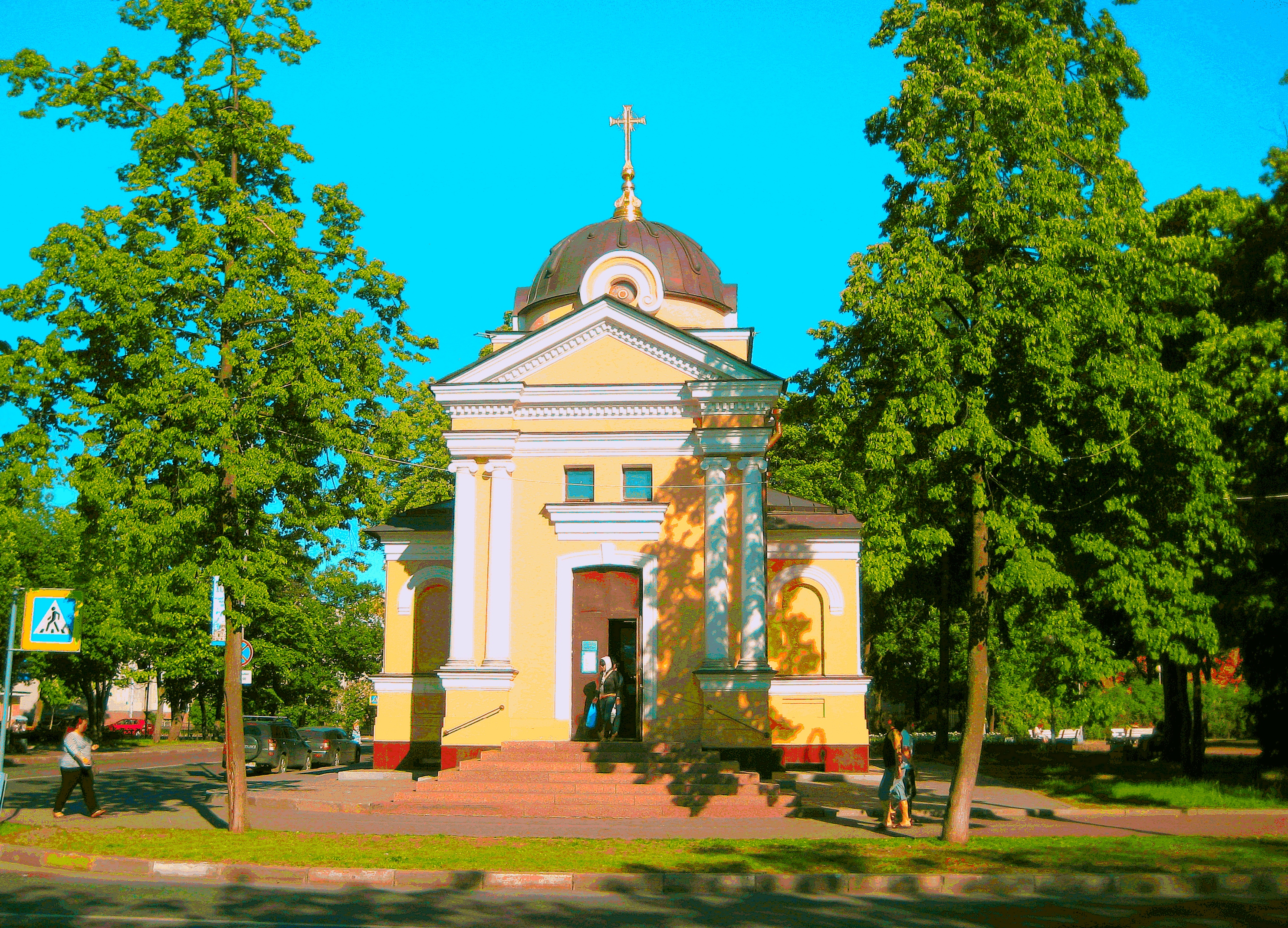
Odbudowana kaplica Tichwińskiej Ikony Matki Bożej

W 1921, w czasie tłumienia powstania w Kronsztadzie, uszkodzona została wieża soboru z wieńczącym ją krzyżem. W 1922, w czasie akcji konfiskaty kosztowności cerkiewnych z soboru wyniesiono całość wyposażenia wykonanego ze złota, srebra i drogich kamieni, w tym 49 wiecznych lampek i 229 ozdobnych koszulek z ikon. Świątynia została zamknięta w 1931 i rok później zburzona. Na jej miejscu w 1955 wzniesiono pomnik Lenina.
W 2001 pomnik został przeniesiony, a na miejscu zniszczonego soboru wzniesiono obelisk pamiątkowy. W 2009 odbudowano kaplicę Tichwińskiej Ikony Matki Bożej.
W latach 1855–1908 w soborze św. Andrzeja służył późniejszy święty prawosławny, Jan Kronsztadzki.